# Đảo Galang
Galang (tiếng Indonesia: Pulau Galang) là một hòn đảo rộng 80 km² cự ly 25 m (40 km) về phía đông nam Batam, thuộc về một nhóm ba hòn đảo gọi là Barelang (viết tắt của Batam - Rempang - Galang). Một phần của quần đảo Riau, Indonesia, Galang nằm ở phía nam của Batam và Rempang mà chính họ nằm ở phía nam của Singapore và Johor. Thành phố gần nhất với Galang là Tanjung Pinang trên Bintan, cách đó khoảng 30 phút đi thuyền. Hòn đảo được kết nối bởi cầu Barelang với Rempang và Batam.
Có một văn phòng hành chính của Cao ủy Liên Hợp Quốc về người tị nạn được thành lập tại Galang để điều hành Trại tị nạn Galang trong giai đoạn 1979-1996. Nhiều thuyền nhân Việt Nam và người tị nạn đã tạm trú tại trại Galang trong thời gian xác định tình trạng tị nạn và tái định cư sau đó của họ ở Hoa Kỳ, Úc và một số nước châu Âu. Nhiều người Việt từ các quốc gia tái định cư mới của họ đã quay lại thăm Galang. Galang chính là nơi thuyền nhân Việt Nam định cư nhất ở Indonesia.